# 28 avril 1921
Le jeudi 28 avril 1921 est le 118e jour de l'année 1921.

## Naissances
- Kyōhei Fujita (mort le 18 septembre 2004), artiste japonais
- Laurent Ravix (mort le 15 octobre 1992), militaire français
- Louis Chevalier (mort le 13 novembre 2006), athlète français spécialiste de la marche athlétique
- Michael Windey (mort le 20 septembre 2009), jésuite belge
- Rouiched (mort le 28 janvier 1999), acteur algérien
- Simin Daneshvar (morte le 8 mars 2012), écrivaine iranienne

## Décès
- Karl Gebhart (né le 6 janvier 1859), personnalité politique allemande

## Événements
- Début du championnat du monde d'échecs 1921
- Création de la commune de San Pedro Perulapán au Salvador